# Sergei Uslamin
Sergei Uslamin, ou Serguei Ouslamine (né le 23 février 1963 à Kouïbychev, Russie, URSS) est un coureur cycliste soviétique et russe. Professionnel de 1989 à 1997, il obtient ses meilleurs résultats chez les amateurs, avec des victoires sur le Tour d'Italie Amateurs, le Tour de Basse-Saxe et le Tour du Loir-et-Cher.

## Biographie
Après avoir fait ses « classes » au célèbre centre sportif de Kouïbychev, Sergei Uslamin fait  une bonne carrière chez les « amateurs », avec l'équipe de l'URSS, dont il est un des piliers jusqu'en 1989. À cette date, il passe professionnel et le reste jusqu'en 1997. Au cours de cette seconde période de son activité, il ne remporte aucune victoire. 

## Palmarès

### Amateurs
- 1983
  - Tour de Crimée[1]
  - 4ea étape a du Tour du Vaucluse
- 1984
  - 3e et 11ea étapes (contre-la-montre) du Tour de Cuba
  - 2e du Tour de l'URSS
- 1985
  - Tour d'Italie Amateurs :
    - Classement général
    - 3e et 10e étapes
- 1986
  - Tour de Basse-Saxe :
    - Classement général
    - 4e, 5eb (contre-la-montre par équipes) et 6e étapes
    - 3e étape de la Course de la Paix (contre-la-montre par équipes)
- 1987
  - Course en ligne de la Spartakiade à Moscou
  - 1re étape du Tour de Sotchi
  - 2e et 7e étapes du Ruban granitier breton
  - 3e du Tour d'Autriche
- 1988
  - 4e étape du Tour d'Italie Amateurs
  - 1rea étape du Tour des Régions italiennes
  - 2e du Tour des Régions italiennes

### Professionnels
- 1989
  - Cronostaffetta :
    - Classement général
    - 1reb étape (contre-la-montre par équipes)
- 1997
  - 2e du championnat de Russie sur route

### Résultats sur les grands tours

#### Tour de France
3 participations
- 1990 : abandon (11e étape)
- 1991 : 136e
- 1996 : 87e

#### Tour d'Italie
4 participations
- 1989 : 42e
- 1990 : 125e
- 1996 : 46e
- 1997 : 51e

#### Tour d'Espagne
3 participations
- 1991 : 77e
- 1992 : 58e
- 1997 : 86e

### Résultats sur les grandes courses amateurs

#### Tour de l'Avenir
- 1984 : 54e
- 1985 : 17e
- 1987 : 29e
- 1988 : 19e

#### Course de la Paix
- 1984 : 8e, classement par équipes (avec l'équipe soviétique)
- 1985 : 5e
- 1988 : 5e, classement par équipes (avec l'équipe soviétique)